# Kondrati Riléiev
Kondrati Riléiev   (Batovo, 18 de setembre de 1795 (Julià) - fortalesa de Sant Pere i Sant Pau, 13 de juliol de 1826 (Julià)), nom complet amb patronímic Kondrati Fiódorovitx Riléiev, rus: Кондратий Фёдорович Рылеев, fou un poeta rus, activista social, decabrista i un dels cinc líders executats de la insurrecció de desembre 1825.

## Biografia
El seu pare, Fiódor Riléiev, era un noble empobrit, un petit terratinent que més tard va treballar com a gerent d'una de les finques de príncep Golitsin.
Tot i les dificultats pecuniàries de la seva família, Riléiev va poder estudiar al cos de patges, una acadèmia militar d'elit on hi estudiaven únicament membres de la noblesa, a Sant Petersburg.Després de la seva graduació, Riléiev va ser destinat a la primera companyia de cavalleria de la primera reserva de brigada de l'artilleria.Va participar en les campanyes estrangeres de 1814 i 1815, entra d'altres a Polònia, Alemanya i França, durant les Guerres Napoleòniques.
El 1818, Riléiev va renunciar al seu càrrec, i per un temps va treballar com a tutor dels fills d'un ric terratinent anomenat Teviaixev. Un any més tard es va casar amb la filla del propietari, Natàlia Teviaixeva, i fou pare de dos fills.

## Carrera
Es va guanyar el reconeixement en els cercles literaris en 1820, per escriure l'oda satírica Al favorit, adreçada a un impopular funcionari tsarista, Aleksei Araktxéiev. Aquest mateix any es va unir a una lògia maçònica a Sant Petersburg, on va entrar en contacte amb diversos futurs membres de la revolta dels desembristes.
Amb la necessitat d'un ingrés regular, entre 1821-1824 Riléiev va treballar com a assessor del tribunal penal de Sant Petersburg Sovint va utilitzar la seva posició per ajudar a homes i dones comuns en dificultats. Un dels que va rebre el seu ajut fou un jove de vint anys, Aleksandr Nikitenko, educat serf ucraïnès, que treballava a Sant Petersburg, a qui Riléiev va trobar en una llibreria. Nikitenko havia estat lluitant des de fa algun temps per obtenir l'emancipació.a explicar el seu dilema a Ryléyev, que immediatament es va posar a convèncer diversos influents oficials de cavalleria, antics companys seus, per fer campanya per la llibertat de Nikitenko. El cas Nikitenko va esdevenir una causa cèlebre a Sant Petersburg, i la pressió en última instància va resultar ser massa dura de suportar per al propietari de Nikitenko, el comte Xeremétev,el qual acabaria concedint-li llibertat l'11 d'octubre de 1824.
Riléiev no va abandonar completament, però, les seves activitats literàries. En 1821, es va unir a la Societat lliure dels amants de la literatura russa, rus: Вольное общество любителей российской словесности - una influent associació d'escriptors i intel·lectuals russos.Entre 1823 i 1825 va editar amb el seu amic Aleksandr Bestújev l'almanac L'estrella polar, rus: Полярная звезда Poliàrnaia zvezdà on es varen publicar obres de Puixkin, Jukovski, Griboiédov, Krilov, Baratinski, Iazíkov Viàzemski i altres poetes del moment. També va continuar escrivint poesia durant aquest període. Els seus poemes més coneguts són Valor civil, rus: Гражданское мужество Grajdanskoie mujestvo, El ciutadà, rus: Гражданин Grajdanin, i Confessions de Nalivaiko, rus: Исповедь Наливайки Ispoved Nalivaiki L'obra de Riléiev fou influenciada en gran manera pel seus compatriotes Puixkin, Derjavin, Gneditx i el poeta britànic Lord Byron, els versos i el relat del qual sobre la Guerra d'independència de Grècia serviren per inspirar molts intel·lectuals i artistes russos de la generació de Riléiev. Riléiev fou un poeta menor, però la seva poesia era apassionada i popular en el moment de la seva publicació.
Riléiev no podia mantenir la seva família només amb la seva obra literària, i després de deixar el tribunal del penal, va trobar feina amb la Companyia Russo-Americana com a gerent a l'oficina de Sant Petersburg.

## Riléiev el revolucionari
En 1823, Riléiev va ser reclutat per Ivan Pusxkin a la revolucionària Societat del Nord ,una organització d'individus disposats a la reforma, majoritàriament veterans de les guerres napoleòniques, dedicada a l'abolició de la servitud, i la substitució de govern del tsar, ja fos amb una societat democràtica repúblicana o amb una monarquia constitucional. En un primer moment, va prendre partit per les posicions constitucional-monàrquiques més moderades, però més tard es va convertir en un ferm partidari de la República.
Riléiev veia probable que la revolta fracassés i els participants fossin executats. Amb tot i això, va argumentar que el seu sacrifici no seria en va, ja que l'aixecament podria "despertar Rússia". Tal com Riléiev va explicar abans de la revolta:
Una convulsió és essencial. La tàctica de la revolució es pot resumir en una sola paraula - atrevir-se. Si fracassem, el nostre fracàs servirà com a lliçó per als que venen després de nosaltres .
Un altre líder dels desembristes, Pàvel Péstel, va aprofundir en les motivacions dels membres de la Societat:
La conveniència de concedir la llibertat als serfs es va considerar des del principi; amb aquesta finalitat es va convidar una bona part de la noblesa a presentar una petició a l'emperador al respecte. Això es va pensar més tard en moltes ocasions, però aviat ens vam adonar que la noblesa no podia ser persuadida .... vam arribar a estar encara més convençuts que la noblesa d'Ucraïna rebutjaria absolutament un projecte similar [proposat pel] seu governador militar.
En el seu poema La confessió de Nalevaiko, Riléiev fa al·lusions velades a la seva pròpia disposició a morir per la causa dels desembristes:
Известно мне: погибель ждет
Того, кто первый восстает
На утеснителей народа;
Судьба меня уж обрекла.
Но где, скажи, когда была
Без жертв искуплена свобода.
Ja sé: la mort està esperant
А qui es rebel·la primer
Contra els opressors de la gent;
El destí ja m'ha condemnat.
Però on, digues-me, quan ha estat
Sense víctimes, pagada la llibertat.
El 1824 Riléiev fou nomenat membre de la direcció de la Societat del Nord, i estava destinat a tenir un paper clau en el malaurat aixecament.Va demostrar ser un orador inspirador i un reclutador de talent. El seu company de conspiració Nikolai Bestújev escriuria més tard de Riléiev:
Físicament seu aspecte era poc atractiu i sempre parlava d'una manera molt simple, però quan tocava el seu tema favorit - l'amor del seu país - el seu rostre s'il·luminava, els seus ulls brillants negres brillaven amb una llum sobrenatural i les seves paraules fluïen com un corrent de lava.
Durant les discussions entre els desembristes en relació amb la forma de govern que havia de reemplaçar la monarquia, Riléiev, al costat de Nikita Muraviev, es mostrava a favor d'un govern que prengués com a model el dels Estats Units. Si la família imperial es negava a marxar amb tota tranquil·litat cap a l'exili, Riléiev, com Péstel, estava disposat a donar suport al regicidi per tal d'assolir l'objectiu de l'autogovern.
Un amic de Riléiev, el poeta polonès Adam Mickiewicz, relataria més endavant una reunió decembrista a la qual va ser convidat a assistir, a l'apartament de Riléiev, el mes d'octubre de 1824:
Devia haver-hi més d'una dotzena de persones a l'habitació, però al principi no podíem distingir res a causa de la densa boira blava de les pipes i els cigars. Estaven escampats als sofàs i a les finestres del fons; el jove Aleksandr Odóievski i (Aleksandr) Bestújev es van asseure amb les cames creuades, a la moda turca en una catifa persa...
Una joventut intensa, de pell pàl·lida, amb un front prominent, una cara com Shelley, alçà un got - "Mort al tsar." El brindis fou rebut amb emoció. Els ulls de color negre atzabeja de Riléiev s'il·luminaren amb una flama interior ... Tots brindaren, excepte jo, un polonès i un convidat ... Al so de la mort del tsar ... el cant rítmic fluïa a través de les finestres obertes perquè tothom el pogués sentir. Una resplendor d'una llanterna, allà a fora al moll, de sobte il·luminà l'habitació. El cant es detingué bruscament, com si la por els ofegués. L'ombra de Radísxev a la Fortalesa va creuar la meva ment.

## Revolta decabrista
Al matí del 26 de desembre (14 de desembre segons el calendari julià) de 1825, un grup d'oficials al comandament d'uns 3.000 homes s'aplegaren a la Plaça del Senat de Sant Petersburg. Es van negar a jurar lleialtat al nou tsar, Nicolau I; en canvi proclamareen la seva lleialtat al seu germà, el gran duc Constantí, i a la constitució desembrista, tot cridant "Constantí i Constitució '".
Esperaven que se'ls unís la resta de les tropes estacionades a Sant Petersburg, però això no va ocórrer. La revolta es complicà encara més quan el seu líder nominal, el príncep Serguei Trubetskoi, va canviar d'opinió en l'últim moment, i va optar per amagar-se a l'ambaixada austríaca durant l'enfrontament. El seu segon al comandament, el coronel Bulatov, tampoc no se'l trobava enlloc. Després d'una precipitada consulta, els rebels nomenaren el príncep Ievgueni Obolenski com el seu líder.
A Riléiev se li va sentir dir el següent:
Passarà el que prevèiem. Els nostres darrers moments són a prop, però són els moments de la nostra llibertat. Els hem viscut i ara de bon grau renunciaré a la meva vida.
Durant diverses i llargues hores hi va haver un enfrontament entre els 3.000 rebels i les 9.000 tropes lleials a Nicolau I, estacionades fora de l'edifici del Senat, amb alguns trets inconnexos des del costat rebel. Hi havia allà una gran multitud de civils curiosos, que van començar a confraternitzar amb els rebels, però a qui els líders de la revolta no van cridar a participar en l'acció.Finalment, el nou tsar va aparèixer en persona, a la plaça. Va enviar el comte Mikhaïl Miloràdovitx, un heroi de les guerres napoleòniques, que gaudia de gran popularitat tant entre els oficials com entre els soldats rasos, a parlamentar amb els rebels. Al mateix temps que ofereix un discurs animant els rebels a rendir-se, Miloràdovitx va ser mort a trets per un dels rebels, Peter Kakhovski. Alhora, un escamot de granaders, comandat pel tinent Nikolai Panov, es rebel·là, va entrar al palau d'hivern, però no va poder apoderar-se'n i es va retirar.
Després de passar la major part del dia en intents infructuosos per parlamentar amb la força rebel, el tsar va ordenar una càrrega de cavalleria. No obstant això, els cavalls relliscaven sobre les llambordes gelades i els oficials es van retirar en desordre. Amb el temps, com s'apropava la nit, el tsar va ordenar a tres regiments d'artilleria d'obrir foc, amb un efecte devastador. Per evitar la massacre dels rebels, aquests van trencar files i van començar a córrer. Alguns van tractar de reagrupar-se sobre la superfície gelada del riu Nevà, al nord de la Plaça del Senat. No obstant això, aquí, també, van ser atacats per l'artilleria i van patir moltes baixes. El foc de canó va trencar el gel, i va escombrar un sens fi de soldats morts i moribunds al riu Nevà.Al vespre, aquella mateixa tarda, la revolta havia estat esclafada.

## Arrest i execució
En la nit del 27 de desembre (15 de desembre segons el calendari julià) de 1825, Riléiev va ser detingut per la seva participació en l'aixecament, i fou acusat de traïció i intent de regicidi. Juntament amb altres quatre desembristes, jutjats com els líders de la rebel·lió, Riléiev va ser condemnat a ser penjat, arrossegat i esquarterat. El mètode d'execució va ser canviat a penjament després que el tsar es negués a confirmar el veredicte, i el retornés per a una nova deliberació.
Durant els molts interrogatoris posteriors al seu arrest, Riléiev, a diferència de la majoria dels seus companys de conspiració, mai no va implicar ningú més en la conspiració.Riléiev després va fer un pas més, i va demanar a la Comissió d'Investigació, l'abril de 1826, que fos l'únic executat per la revolta, tot dient:
Si és necessària una execució pel bé de Rússia, sóc l'únic que la mereix. He pregat molt temps que no s'aturi davant meu, i que els altres siguin retornats per la misericòrdia de Déu a les seves famílies, la seva pàtria, i el seu noble tsar.
La data d'execució va ser fixada per al 25 de juliol de (13 de juliol CJ) de 1826. Quan el botxí va intentar penjar els cinc homes, tres d'ells, Muraviov-Apóstol, Kakhovski, i Riléiev, van caure per la trampeta del patíbul, però la corda es va trencar durant la caiguda i, per tant, no van morir.Riléiev suposadament li va dir al públic que estava veient l'execució que Rússia era un "país desgraciat, en el qual ni tan sols saben penjar la gent." Es diu que Muraviov-Apóstol va pronunciar una exclamació similar. El tsar va ordenar simplement que posessin més corda, i l'execució es va dur a terme poc després del primer intent.Riléiev van morir sostenint un llibre de poemes de Byron
El lloc exacte de la sepultura de Riléiev, com la dels altres decabristes executats, es desconeix. Segons una versió està enterrat juntament amb altres desembristes a l'illa Dekabristov, al delta del riu Nevà.